# Asesinato de Christie Marceau
Christie Marceau (Nueva Zelanda; 16 de abril de 1993 - Hillcrest, Auckland; 7 de noviembre de 2011) fue una joven neozelandesa que fue asesinada por Akshay Anand Chand en su domicilio de Hillcrest, suburbio de Auckland. El asesinato se produjo después de que Chand secuestrara y agrediera a Marceau en septiembre de 2011, y mientras esperaba el juicio por los cargos, fue puesto en libertad bajo fianza por el tribunal en una dirección a unos 300 metros de la casa de Marceau, a pesar de las peticiones de Christie y de la policía de que no se le concediera la libertad bajo fianza. Chand fue acusado posteriormente del asesinato de Marceau, pero el 17 de octubre de 2012 fue absuelto de su asesinato por demencia. Posteriormente fue condenado a tres años de prisión por secuestro e internado en un hospital psiquiátrico por tiempo indefinido.
Tras la muerte, los padres de Christie, Brian y Tracey Marceau, iniciaron una campaña junto con Sensible Sentencing Trust para cambiar la legislación e introducir leyes más estrictas en materia de fianzas y aumentar la responsabilidad de los jueces.

## Secuestro
Akshay Chand y Christie Marceau se habían conocido por primera vez mientras asistían a la escuela primaria Willow Park, en el suburbio de Hillcrest, en North Shore, donde ambos vivían. Después de que ambos dejaran Willow Park a finales de 2003, los dos permanecieron sin contacto entre sí hasta septiembre de 2010, cuando se reencontraron mientras trabajaban en el mismo supermercado de North Shore. Al año siguiente, Chand y Marceau se hicieron amigos, pero la relación se caracterizó en gran medida porque Marceau, amable y generosa por naturaleza, proporcionaba apoyo emocional a Chand. A finales de agosto de 2011, Chand ya no trabajaba en el supermercado y estaba desempleado.
En la mañana del 6 de septiembre de 2011, Marceau recibió una llamada telefónica de Chand, exigiéndole que fuera a su casa o se suicidaría. Preocupada por el bienestar de Chand y temiendo lo peor, Marceau se dirigió a la cercana casa de Chand. Cuando llegó, Chand la recibió y la invitó a pasar al salón, mientras Chand cerraba la puerta tras de sí.
Sentado en el salón frente a Marceau, Chand empezó a hablar de temas personales, antes de ponerse nervioso. En ese momento, sacó de la cintura un cuchillo de cocina de 20 cm de largo y exigió el teléfono móvil de Marceau. A continuación le dijo: «Si no me obedeces, te acuchillo. Si gritas, te acuchillo. Si intentas escapar, te acuchillaré», y le exigió que se desnudara. Tras nuevas amenazas de violencia, Marceau accedió y se desnudó.
Chand confesó entonces que tenía intención de violarla, pero que había cambiado de idea, le devolvió la ropa y el teléfono móvil y le permitió vestirse. Cuando ella estaba a punto de marcharse, Chand amenazó con suicidarse tragándose pastillas trituradas (que más tarde se supo que eran comprimidos vitamínicos) y, aún aterrorizada, Marceau intentó disuadir a Chand de que intentara suicidarse. Posteriormente, Marceau regresó a casa y, tras contárselo a un familiar, fue llevada a una comisaría local para denunciar el incidente.

## Acusación inicial y libertad bajo fianza
Chand fue detenido por la Policía más tarde, el 6 de septiembre. En una declaración ante la Policía, admitió haber detenido a Marceau contra su voluntad, haberla amenazado con un cuchillo con intención de violarla y haberla amenazado con apuñalarla. Posteriormente, la policía lo acusó de tres cargos: secuestro, amenaza de causar lesiones corporales graves y agresión con intención de violarla sexualmente. Chand compareció por primera vez ante el tribunal al día siguiente y quedó en prisión preventiva. El 9 de septiembre se denegó su solicitud de libertad bajo fianza. Tras la decisión de denegarle la libertad bajo fianza, Chand escribió al tribunal expresando su profundo remordimiento por lo que había hecho y su deseo de enmendarlo.
El 5 de octubre se celebró una vista sobre la segunda solicitud de libertad bajo fianza de Chand en el Tribunal de Distrito de North Shore ante el juez David McNaughton. La Policía presentó su oposición, temiendo la manipulación de testigos (concretamente Marceau y su madre), y la mención durante el interrogatorio policial del 6 de septiembre de que el ataque era una «venganza» contra Marceau por no haberle ayudado. En una carta de la propia Marceau se expresaba preocupación por su propia seguridad, señalando que la casa en la que vivían Chand, su madre y su tía, y a la que se le iba a imponer la fianza, estaba a solo 300 metros de su propio domicilio, y el temor de que pudiera volver a atacarla mientras realizaba sus actividades cotidianas.
A pesar de la oposición, el juez McNaughton permitió la libertad bajo fianza con estrictas condiciones. Chand quedó en libertad bajo fianza en casa de su madre, con un toque de queda de 24 horas, sin poder salir de casa salvo para acudir a citas médicas o legales, y solo acompañado por una persona designada.

## Asesinato
La mañana del 7 de noviembre de 2011, Christie estaba en casa con su madre y su abuela materna. Su padre en ese momento se encontraba en Australia por asuntos de trabajo. La casa de los Marceau era una propiedad de dos plantas y se asentaba sobre una colina en pendiente desde la carretera, con la puerta principal en el nivel superior y la puerta trasera en el nivel inferior.
Alrededor de las 7 de la mañana, Christie dormía en el piso de abajo y su madre estaba arriba cuando sonó el timbre de la puerta principal. Christie compraba a menudo por Internet y no era raro que los mensajeros llamaran de madrugada para hacer entregas. Pensando que era un mensajero, la madre de Christie abrió la puerta sin querer a Chand, que empuñaba un gran cuchillo de cocina. La madre retrocedió y gritó para advertir a Christie, y cuando Chand preguntó quién estaba en casa, la madre mintió diciendo que el padre de Christie estaba en otra habitación.
Christie, al oír los gritos de su madre, se despertó y subió corriendo las escaleras, donde se encontró con Chand. Chand le propinó una patada en el pecho y cayó por las escaleras. Al levantarse, Christie salió corriendo por la puerta trasera, cruzó la terraza trasera hasta la verja trasera e intentó abrirla. Chand la alcanzó y la apuñaló en el lado izquierdo de la cara, haciendo que Christie se desplomara sobre la cubierta. Chand la apuñaló otras diez veces antes de que la hoja del cuchillo se doblara 90 grados y quedara inservible.
La madre de Christie había dejado a su hija y a Chand para llamar al 111. Posteriormente, su madre encontró a Christie en la cubierta, aún respirando, pero las heridas de Christie eran demasiado graves y murió en brazos de su madre antes de que pudieran llegar los servicios de emergencia. Chand permaneció en el lugar hasta que llegó la policía. Cuando un agente le preguntó qué hacía en la casa, respondió «[por] represalias», y cuando le preguntaron además por qué le temblaban las manos, respondió: «No es fácil matar a alguien, ¿verdad?». A continuación preguntó a los agentes si estaba bien escuchar su iPod. Posteriormente fue detenido por el asesinato de Christie.

## Juicio
En octubre de 2012, Akshay Chand compareció ante el Tribunal Superior de Auckland por el asesinato de Christie Marceau. El tribunal escuchó cómo el estado mental de Chand se había deteriorado antes del crimen. En el momento del asesinato, creía que Christie Marceau se había convertido en el diablo. También creía que tenía cáncer de cuello de útero y que oía la voz de una chica llamada «Pauline» en su cabeza.
Al término del juicio, Chand fue declarado no culpable de asesinato por demencia y condenado el 17 de octubre de 2012 a una institución psiquiátrica por tiempo indefinido.